# Květoslava
Květoslava ist ein tschechischer und slowakischer weiblicher Vorname, im Slowakischen auch ohne Hatschek geschrieben. Er entstammt der jungtschechischen Bewegung des 19. Jahrhunderts – siehe auch Böhmischer Sprachenkonflikt – und setzt sich zusammen aus květ (dt.: Blume) und slava (Slawin). Die Kurzform Květa (in der Anrede im Vokativ: Květo) entspricht somit Flora.
Namensträger sind:
- Květoslava Fialová, besser bekannt als Květa Fialová (1929–2017), tschechoslowakische Schauspielerin und Synchronsprecherin
- Květoslava Hrdličková, besser bekannt als Květa Peschke (* 1975), tschechische Tennisspielerin
- Květoslava Jeriová-Pecková (* 1956), tschechoslowakische Skilangläuferin
- Kvetoslava Orlovská, verh. Sopková (* 1983), slowakische Badmintonspielerin